# بیگ ریف میل (آریزونا)
بیگ ریف میل (به انگلیسی: Big Reef Mill) یک منطقهٔ مسکونی در ایالات متحده آمریکا است که در آریزونا واقع شده‌است. بیگ ریف میل ۱٬۰۳۵ متر بالاتر از سطح دریا واقع شده‌است.